# بدرود، ملکه من
بدرود، ملکه من (به انگلیسی: Farewell, My Queen) فیلمی محصول سال ۲۰۱۲ و به کارگردانی بنوآ ژکو است. در این فیلم بازیگرانی همچون دیانه کروگر، لئا سیدو، ویرژینی لدواین، نوئمی لووفسکی، زاویه بووا، گرگوری گادبوا، لولیتا شاما، ژاک بوده، آنه بنویت، دومینیک ریموند و ژاک ارلن ایفای نقش کرده‌اند.